# Benjamin Alire Sáenz
Benjamin Alire Sáenz (nascido em 16 de agosto de 1954) é um poeta, romancista e escritor de livros infantis americano.

## Início da vida e educação
Sáenz foi criado perto de Las Cruces, no Novo México. Ele obteve um Bacharelado em Humanidades e Filosofia no Seminário St. Thomas em Denver, Colorado, e um Mestrado em Escrita Criativa na Universidade do Texas em El Paso. Ele continua vivendo e trabalhando em El Paso, Texas. Após 15 anos de casamento com sua esposa, uma juíza de direito da vara de família de El Paso, ele se assumiu gay, e eles solicitaram o divórcio em 2009.
Sáenz tinha 54 anos quando se assumiu. Em uma entrevista, ele confirmou que lutou com esse assunto por muito tempo e que via a escrita como uma forma de superá-lo.
Em 2013, Benjamin Alire Sáenz se tornou o primeiro latino a vencer o prestigioso Prêmio PEN/Faulkner de Ficção com o livro Everything Begins and Ends at the Kentucky Club.
Em 29 de outubro de 2022, Sáenz recebeu o Prêmio Inaugural Hummingbird Award in Literary Arts da Biblioteca da Cidade e Condado de Tulsa. O evento foi organizado pela Biblioteca da Cidade e Condado de Tulsa e pelo Centro de Recursos Hispânicos.